# IC 1917
IC 1917 је галаксија у сазвјежђу Часовник која се налази на листи објеката дубоког неба у Индекс каталогу.
Деклинација објекта је - 53° 11' 8" а ректасцензија 3h 22m 12,3s. Привидна величина (магнитуда) објекта IC 1917 износи 15,0 а фотографска магнитуда 16,0. IC 1917 је још познат и под ознакама ESO 155-?23, , PGC 100539.